# Ipronef
Ipronef (Institutul de inginerie, consultanță și proiectare pentru metalurgia neferoasă) este o companie de proiectări din România.
Este specializată în servicii de inginerie, consultanță și proiectare specializată în domeniile: industria metalurgică neferoasă, industria chimică anorganică, valorificare și recuperare deșeuri metalice și nemetalice refolosibile, protecția mediului.
A fost înființat în aprilie 2000, ca urmare a divizării institutului de cercetare și proiectare pentru metale neferoase și rare – IMNR.
Ipronef a preluat domeniul de activitate, patrimoniul și personalul fostului Sector de Proiectare din IMNR.
În anul 2004, Ipronef a fost achiziționat de Cuprom.